# Julia Suryakusuma
Julia Indiati Suryakusuma, née à New Delhi le 19 juillet 1954, est une féministe, journaliste et autrice indonésienne. Elle est connue pour ses écrits décomplexés sur le sexe, la politique et la religion. Elle est souvent considérée comme la journaliste la plus provocante d’Indonésie.

## Jeunesse et éducation
Elle est la fille d’un diplomate indonésien et de ce fait grandit dans plusieurs pays, en Inde (de 1954 à 1962), en Angleterre (de 1962 à 1964), en Hongrie (de 1962 en 1964), en Indonésie (de 1965 à 1968) puis en Italie (de 1968 à 1971).
Julia Suryakusuma fréquenta des écoles en Angleterre et en Hongrie en plus de l’école Sumbangsih à Setiabudi, un quartier du Sud de Jakarta. Elle étudia la psychologie à l’Université d’Indonésie entre 1974 et 1976 où elle obtient un baccalauréat universitaire en sciences. Elle est également titulaire d’un diplôme de sociologie de la City University de Londres en 1979 et d’une maîtrise en politique des sociétés en développement de l’Institut des sciences sociales de La Haye en 1988.

## Écriture
La maîtrise de Suryakusuma, intitulée State Ibuism : The Social Construction of Womanhood in the Indonesian New Order examine comment le régime de Soeharto contrôlait les femmes en les définissant comme des épouses et des mères. En 2011, sa thèse de maîtrise fut rééditée dans une édition bilingue avec l’originale en anglais et la traduction en indonésien.
Au moment où l’Indonésie entre dans l’époque post-Soeharto, elle créa la Fondation Almanach Politique Indonésienne qui publia en 1999 un almanach des partis politiques indonésiens et en 2001 un guide du parlement indonésien.
Depuis 2006, Suryakusuma écrit des colonnes[pas clair] en anglais pour des journaux et des magazines, principalement pour le Jakarta Post et l’hebdomadaire Tempo. Une anthologie de ces colonnes[pas clair] a été publiée en 2013 sous le titre Julia’s Jihad : Tales of the Politically, Sexually and Religiously Incorrect : Living in the Chaos of the Biggest Muslim Democracy.
Elle est également l’autrice de Sex, Power and Nation : an Anthology of Writing, 1979-2003 paru en 2004.

## Activisme
Après la fin de ses études de sociologie à Londres en 1979, elle travailla pour la Yayasan Indonesia Sehajtera (YIS, Fondation pour la Prospérité de l’Indonésie), une organisation non-gouvernementale s’occupant du développement des communautés et de la santé infantile.
En Février 1998, au moment où la crise financière asiatique eut raison de l’économie indonésienne, Suryakusuma était membre d’un groupe de femmes activistes nommé Suara Ibu Peduli (SIP, Voix des Mères Préoccupées). Le 23 février de cette même année, le SIP organisa une petite manifestation sans précédent au rond-point de l’Hôtel Indonesia à Jakarta pour protester contre la flambée des prix du lait et de la nourriture. Il s’agit alors de la première manifestation anti-gouvernementale dirigée par des femmes au cours des 32 années du régime de Soeharto. Jouant du statut concédé aux femmes par le régime, à savoir celui de mères et d’épouses, le SIP légitime sa manifestation en se plaignant de l’impossibilité des indonésienne à tenir le budget des familles et de pouvoir ainsi subvenir aux besoins essentiels de la famille. Elle était alors responsable des relations publiques du SIP, rédigeant des communiqués de presse des actions menées et un suivi du procès de 3 membres du SIP. Cette manifestation en inspira de nouvelles qui eurent pour résultat la démission de Soeharto en mai 1998.

## Vie personnelle
En 1974, alors qu’elle est âgée de 20 ans, Julia épousa l’acteur et réalisateur indonésien Ami Priyono qui était de 16 ans son aîné. Ensemble, ils ont un fils, Aditya Priyawardhana, né en novembre 1975. Priyono meurt en 2001 et Julia se remaria, avec Tim Lindsey, un chercheur australien qui a écrit plusieurs livres sur l’Indonésie. Le couple se sépare en 2016.